# Inmigración lituana en Argentina
La inmigración lituana en Argentina comenzó de modo significativo a principios del siglo XX, pero su momento más intenso fue entre 1925 y 1930, período en el que se estima que arribaron 35.000 lituanos al país.

## Pioneros y asentamientos

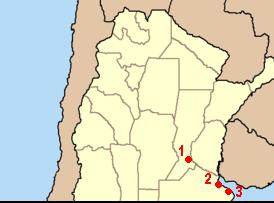
Principales ciudades donde se asentaron los inmigrantes lituanos y sus descendientes.
1. Rosario
2. Buenos Aires
3. Berisso

En 1909, un grupo de inmigrantes lituanos de las ciudades de Ensenada y Berisso fundó la Sociedad Lituana de Socorros Mutuos Vargdienis, de la que hacían parte los señores Rimavicius, Pavilonis, Boguzas y Baltusis. Con fechas menos específicas se sabe que antes de la Primera Guerra Mundial había organizaciones de inmigrantes lituanos en Villa Diego, cerca de Rosario (Ausros Zvaigzde) y en la localidad bonaerense de Avellaneda (Susivienijimas Lietuviu Argentinoje). La colectividad de Berisso, mientras tanto, adoptó el nombre de Nemunas, que conserva actualmente.

## Instituciones

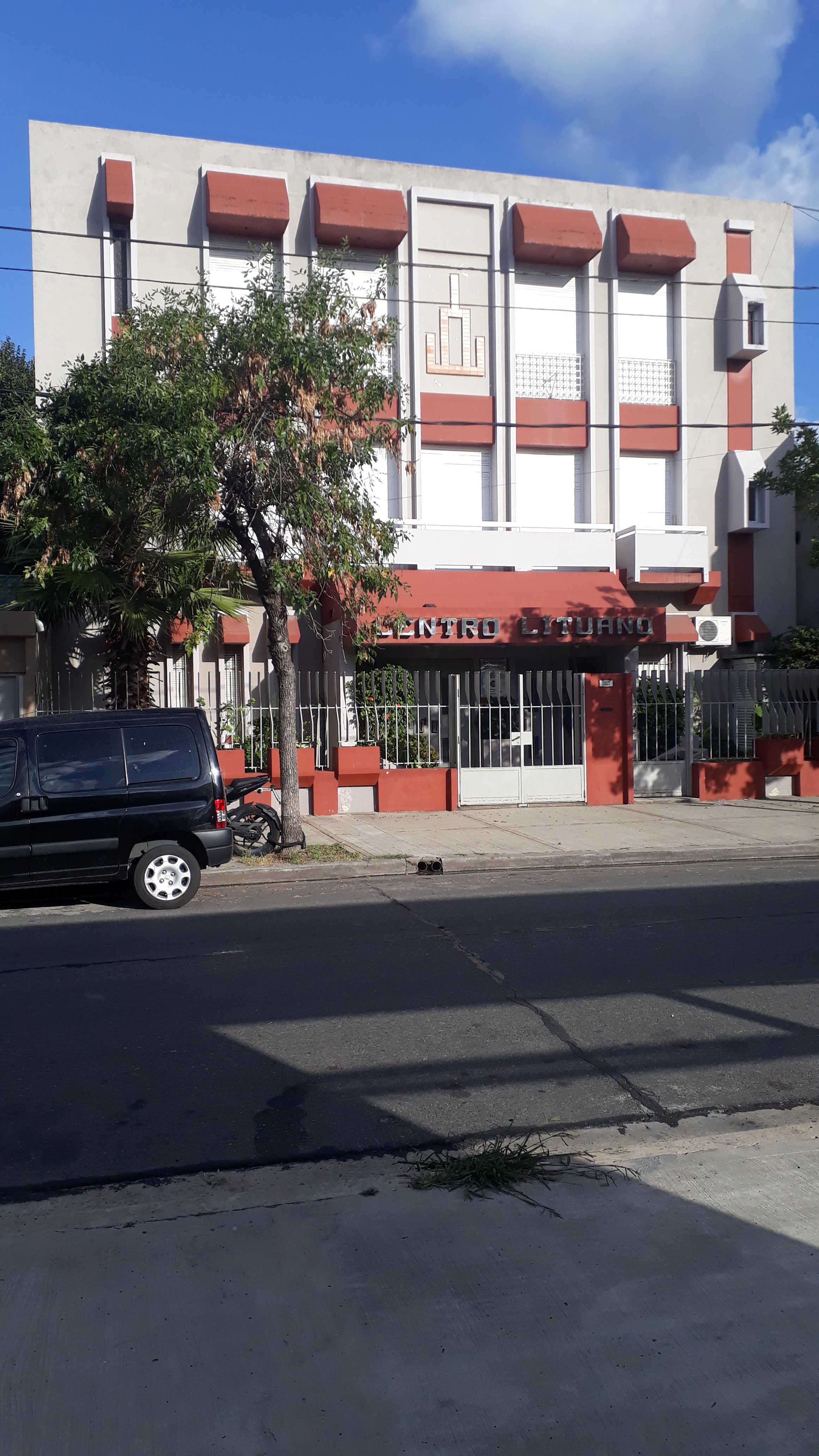
Centro Lituano, en Villa Riachuelo.

- Argentinos Lietuviu Centras - Villa Riachuelo, Buenos Aires
- Colectividad lituana NEMUNAS - Berisso, provincia de Buenos Aires
- Museo Lituano Olgbrun - Esquel, provincia del Chubut[4]
- Susivienijimas Lietuviu Argentinoje - Lanús, provincia de Buenos Aires
- Ausros Zvaigzde - Rosario, provincia de Santa Fe
- Sociedad de Socorros Mutuos Mindaugas - Berisso, provincia de Buenos Aires[5]
- Asociación Lituana de Córdoba[6]

### Prensa lituana en Argentina

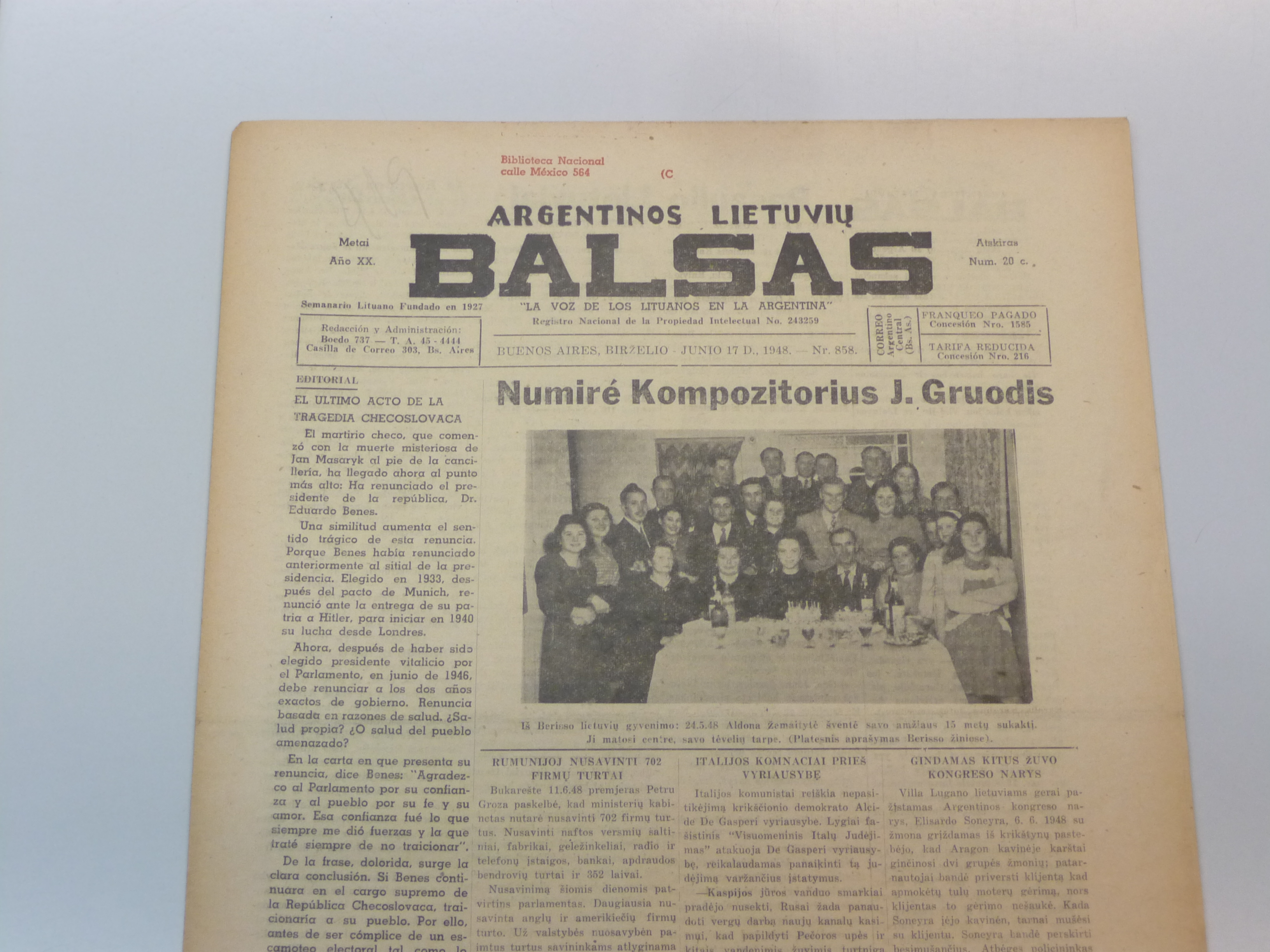
Un ejemplar de 1948 de Argentinos Lietuviu Balsas, periódico para la comunidad lituana de Argentina que circuló durante más de cuatro décadas.

Los inmigrantes lituanos pusieron en circulación más de una decena de publicaciones en su idioma desde fines de la década de 1920. Según los registros de la Biblioteca Nacional de Argentina, está documentada la existencia de los siguientes 14 periódicos:
- Argentinos Aidas (1935-1936)
- Argentinos Lietuviu Balsas (1927-1968)
- Argentinos Naujienos (1929)
- Cnobo (1949-1950)
- El Faro (1933-1939)
- Hoboe Caobo (1950-1959
- La Patria (1949-1955)
- Laikas (1950-1999)
- Momentas (1936-1941)
- Solidaridad (1936-1939)
- Tevyne (1958)
- Unidad (1945-1947)
- Unidad Juvenil (1947)
- Zinios (1934-1940)

## Relaciones bilaterales Argentina-Lituania
La última visita de un mandatario lituano al país ocurrió en 2008, cuando visitó Buenos Aires el presidente Valdas Adamkus.
Ambos países mantuvieron históricamente buenas relaciones desde que las establecieron por primera vez en 1921. Luego de la dominación soviética, en 1991, la Argentina fue el primer país latinoamericano en reconocer la independencia del país.